# Departamento Limay Mahuida
Limay Mahuida es un departamento ubicado en la provincia de La Pampa (Argentina). 

## Gobiernos locales
Su territorio se divide entre:
- Comisión de fomento de La Reforma
- Comisión de fomento de Limay Mahuida
- Zona rural del municipio de 25 de Mayo (el resto se extiende en los departamentos de Puelén y Curacó)

## Superficie, límites y accesos
El departamento posee 9 985 km² y limita al norte con el departamento Chalileo, al este con el departamento Utracán, al sur con el departamento Curacó y al oeste con el departamento Puelén.
Se accede al departamento por la ruta nacional RN 143 y las rutas provinciales RP 19 y RP 20.

## Toponimia
El nombre «Limay Mahuida» proviene del mapuche. Surge de la combinación de la palabra «mahuida» que significa «sierra» y la palabra «limay» que distintos investigadores traducen como «piedra laja» o bien como el adjetivo «limpio» o «claro».

## Población
El departamento contó con 423 habitantes (Indec, 2022), lo que representa un descenso del 15.9% frente a los 503 habitantes (Indec, 2010) del censo anterior.

 Esta cifra fue la mayor caída intercensal de la provincia y lo posicionó como el departamento menos poblado.
| Gráfica de evolución demográfica de Limay Mahuida entre 1991 y 2022 |
|                                                                     |
| Fuente: censos nacionales del INDEC                                 |

Según el Censo 2010, el departamento era uno de los dos menos poblados de La Pampa y de toda la Argentina.

## Educación y salud
Limay Mahuida cuenta con tres escuelas públicas de carácter rural y dos centros de atención primaria en salud. Estos establecimientos se encuentran en las localidades de Limay Mahuida y La Reforma, donde prácticamente se concentra la escasa población del departamento.

## Economía
El departamento Limay Mahuida forma parte de la Microrregión 8, uno de los sectores en los cuales el Ministerio de la Producción de La Pampa subdividió virtualmente a la provincia, a los efectos del análisis de la problemática regional y la definición y puesta en marcha de planes de desarrollo. Esta microrregión se caracteriza por una estructura productiva vinculada a la ganadería extensiva de baja productividad.

En el departamento se encuentra el cerro Rogaciano, un gran depósito de mármol negro descubierto hacia fines del siglo XX, destacable por sus características y potencialidad.

## Áreas protegidas
Las reservas La Reforma y Limay Mahuida preservan aproximadamente 10 000 ha de monte de llanuras y mesetas como parte del Sistema de Áreas Protegidas Provinciales. Ambas áreas carecen de infraestructura, control y plan de manejo.
El área del Gran Salitral, unas 60 000 ha compartidas con el vecino departamento Puelén, se proponen como nueva área natural protegida, con el nombre de Salitral Encantado.